# Papulaspora aspera
Papulaspora aspera är en svampart som beskrevs av Bernhardt & Duniway 1985. Papulaspora aspera ingår i släktet Papulaspora, klassen Sordariomycetes, divisionen sporsäcksvampar och riket svampar.   Inga underarter finns listade i Catalogue of Life.